# Harold Mabern/Diskografie

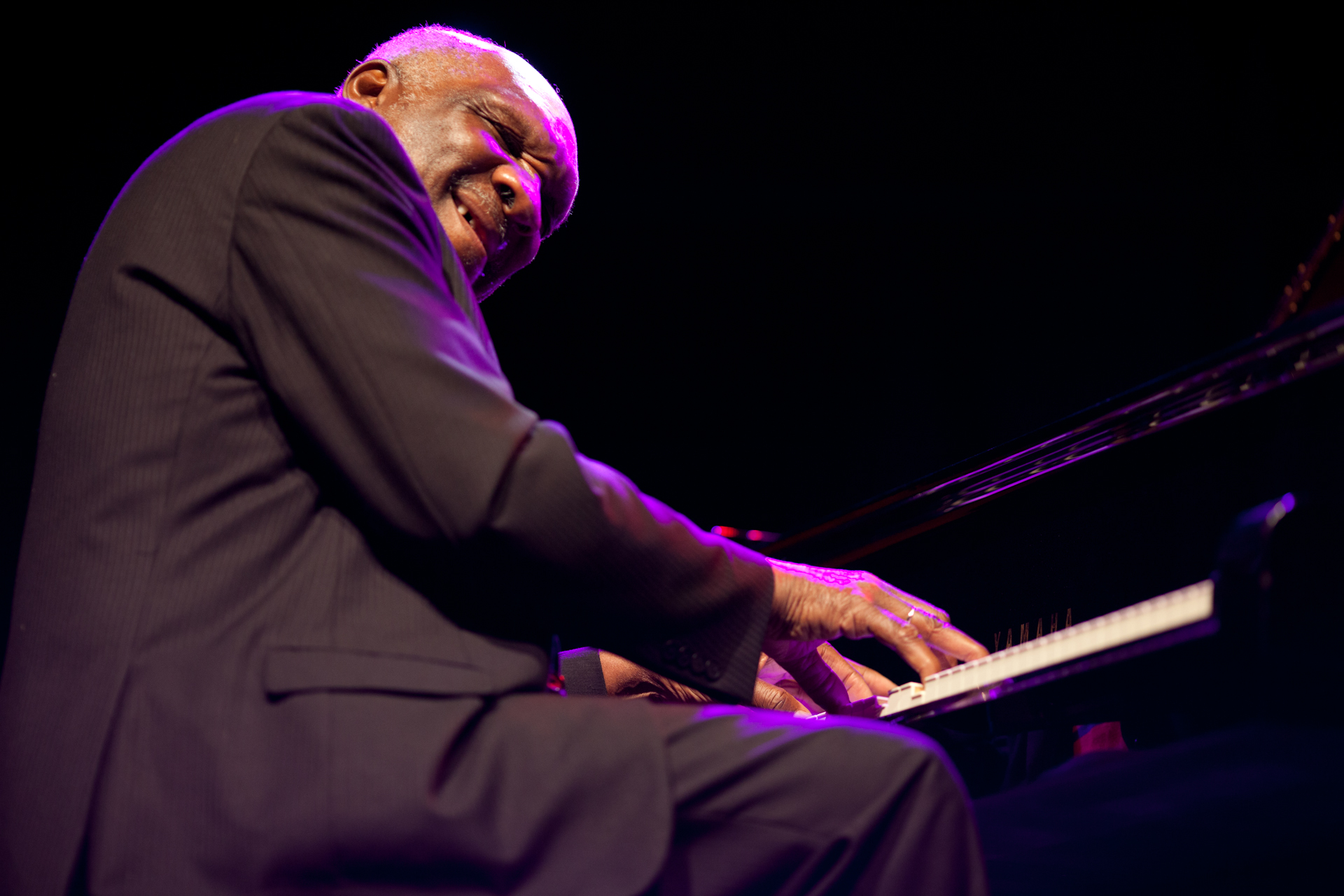
Harold Mabern (2012)

Diese Diskografie ist eine Übersicht über die veröffentlichten Tonträger des Jazzmusikers Harold Mabern . Sie umfasst seine Alben unter eigenem Namen (Abschnitt 1), seine Mitwirkung bei kollaborativen Bandprojekten (Abschnitt 2), seine Mitwirkung bei weiteren Produktionen (Abschnitt 3) und Kompilationen (Abschnitt 4). Nach Angaben des Diskografen Tom Lord war er zwischen 1959 und 2018 an 227 Aufnahmesessions beteiligt.

## Alben unter eigenem Namen
Dieser Abschnitt listet die von Harold Mabern zu Lebzeiten veröffentlichten LPs und CDs chronologisch nach Aufnahmejahr.
| Album                                           | Musiklabel                    | VÖ      | Aufnahme | Anmerkungen                                                                                |
| ----------------------------------------------- | ----------------------------- | ------- | -------- | ------------------------------------------------------------------------------------------ |
| A Few Miles from Memphis                        | Prestige                      | 1968    | 1968     | mit Buddy Terry, George Coleman, Bill Lee, Walter Perkins                                  |
| Rakin’ and Scrapin’                             | Prestige                      | 1968    | 1969     | mit Blue Mitchell, George Coleman, Bill Lee, Hugh Walker                                   |
| Workin’ & Wailin’                               | Prestige                      | 1968?   | 1969     | mit Virgil Jones, George Coleman, Buster Williams, Leo Morris                              |
| Greasy Kid Stuff!                               | Prestige                      |         | 1970     | mit Lee Morgan, Hubert Laws, Buster Williams, Idris Muhammad                               |
| Pisces Calling                                  | Trident                       | ≈1978   | 1980     | mit Jamil Nasser, Walter Bolden                                                            |
| Joy Spring                                      | Sackville Recordings          | 1985    | 1985     | Solokonzert im Cafe des Copains, Toronto                                                   |
| Straight Street                                 | Columbia                      | 1989    | 1991     | mit Ron Carter, Jack DeJohnette                                                            |
| Philadelphia Bound                              | Sackville                     | 1991/92 | 1992     | mit Kieran Overs                                                                           |
| The Leading Man                                 | Columbia                      |         | 1993     | mit Bill Easley, Christian McBride, Ron Carter, Jack DeJohnette, Kevin Eubanks             |
| Lookin’ on the Bright Side                      | DIW                           | 1993    | 1993     | mit Christian McBride, Jack DeJohnette                                                     |
| For Phineas                                     | Sackville Recordings          | 1995    | 1995     | Harold Mabern & Geoff Keezer                                                               |
| Mabern’s Grooveyard                             | DIW                           | 1996    | 1997     | mit Christian McBride, Tony Reedus                                                         |
| Maya with Love                                  | DIW                           | 1999    | 2000     | dto.                                                                                       |
| Kiss of Fire                                    | Venus Records                 | 2001    | 2002     | mit Nat Reeves, Joe Farnsworth, Eric Alexander                                             |
| Falling in Love with Love                       | Venus Records                 | 2002    | 2003     | mit George Mraz, Joe Farnsworth                                                            |
| Don’t Know Why                                  | Venus Records                 | 2003    | 2003     | mit Nat Reeves, Joe Farnsworth                                                             |
| Fantasy                                         | Venus Records                 | 2004    | 2004     | mit Dwayne Burno, Joe Farnsworth                                                           |
| Somewhere over the Rainbow – Harold Plays Arlen | Venus Records                 | 2005    | 2007     | mit Dwayne Burno, Willie Jones III                                                         |
| Misty                                           | Venus Records                 | 2008    | 2008     | solo                                                                                       |
| Live at Smalls                                  | SmallsLIVE                    | 2012    | 2012     | mit John Webber, Joe Farnsworth                                                            |
| Mr. Lucky: A Tribute to Sammy Davis Jr.         | HighNote                      | 2012    | 2012     | mit Eric Alexander, John Webber, Joe Farnsworth                                            |
| Right on Time                                   | Smoke Sessions Records        | 2013    | 2014     | mit John Webber, Joe Farnsworth                                                            |
| Afro Blue                                       | Smoke Sessions Records        | 2014    | 2015     | mit Jeremy Pelt, Steve Turre, Eric Alexander, John Webber, Joe Farnsworth, Peter Bernstein |
| Are You Sirius?                                 | Associazione In Jazz We Trust |         | 2015     | Valerio Pontrandolfo & Harold Mabern Trio                                                  |
| To Love and Be Loved                            | Smoke Sessions Records        | 2016?   | 2017     | mit Freddie Hendrix, Eric Alexander, Nat Reeves, Jimmy Cobb, Cyro Baptista                 |
| The Iron Man: Live at Smoke                     | Smoke Sessions Records        | 2018    | 2018     | mit Eric Alexander, John Webber, Joe Farnsworth                                            |
| Mabern Plays Mabern                             | Smoke Sessions                | 2018?   | 2020     |                                                                                            |
| Mabern Plays Coltrane                           | Smoke Sessions                | 2018    | 2020     | mit Steve Davis, Vincent Herring, Eric Alexander, John Webber, Joe Farnsworth              |

## Kollaborative Bandprojekte
| Album                      | Musiker                     | Musiklabel          | rec  | VÖ   | Anmerkungen                                                                                                   |
| -------------------------- | --------------------------- | ------------------- | ---- | ---- | --- |
| Daddy-O Presents MJT + 3   | MJT+3                       | Argo                |      | 1957 | |
| Walter Perkins’ MJT+3..    | Walter Perkins, MJT+3       | Vee Jay Records     |      | 1959 | mit Willie Thomas, Frank Strozier, Bob Cranshaw, Walter Perkins                                               |
| Make Everybody Happy       | MJT+3                       | Vee Jay Records     |      | 1960 | dto. |
| Message from Walton Street | MJT+3                       | Koch Jazz           | 1960 | 2000 | dto. |
| MJT+3                      | MJT+3                       | Vee Jay Records     |      | 1961 | dto. |
| Handscapes                 | The Piano Choir             | Strata-East         |      | 1973 | Danny Mixon, Harold Mabern, Hugh Lawson, Nat Jones, Ron Burton, Sonelius Smith, Stanley Cowell, Webster Lewis |
| Handscapes 2               | The Piano Choir             | Strata-East         | 1974 | 1975 | dto. |
| Reasons in Tonality        | Jazz Contemporaries         | Strata-East Records | 1972 | 1972 | mit Julius Watkins, Clifford Jordan, George Coleman, Larry Ridley, Keno Duke                                  |
| Sense of Values            | Keno Duke / Contemporaries  | Strata-East         |      | 1974 | mit Frank Strozier, George Coleman, Lisle Atkinson, Keno Duke                                                 |
| Crest of the Wave          | Keno Duke / Contemporaries  | Trident             |      | 1975 | dto. |
| Four Pianos for Phineas    | Contemporary Piano Ensemble | Evidence Records    |      | 1996 | mit James Williams, Donald Brown, Mulgrew Miller und Geoff Keezer, Christian McBride, Tony Reedus             |

## Alben als Solist bei weiteren Produktionen
| Album                                                           | Künstler                                              | Musiklabel             | VÖ    | Anmerkungen |
| --------------------------------------------------------------- | ----------------------------------------------------- | ---------------------- | ----- | --- |
| All the Gine Is Gone                                            | Jimmy Forrest                                         | Delmark                | 1959  | mit Gene Ramey, Elvin Jones, Grant Green |
| March of the Siamese Children                                   | Frank Strozier Quartet                                | Jazzland               | 1962  | mit Bill Lee, Al Dreares |
| The Big Soul Band                                               | Johnny Griffin Orchestra                              | OJC                    | 1960  | Bigband |
| Here and Now / Another Git Together                             | Art Farmer/Benny Golson Jazztet                       | Mercury                | 1962  | mit Grachan Moncur III, Herbie Lewis, Roy McCurdy |
| Swamp Seed                                                      | Jimmy Heath                                           | Columbia               | 1963  | u. a. mit Don Butterfield, Donald Byrd, Tootie Heath                                                                                                   |
| Jazz Makers                                                     | Roland Kirk                                           | Mercury (EP)           | 1963  | mit Benny Golson, Virgil Jones, Tom McIntosh, Richard Davis, Walter Perkins (als Harold Mayburn)                                                       |
| Warming Up!                                                     | Dave Burns                                            | Vanguard               | 1964  | |
| Wade in the Water                                               | Johnny Griffin                                        | Riverside Records      | 1964  | Single; mit The Big Soul Band. |
| Perception                                                      | Art Farmer Quartet                                    | Argo Records           | 1964  | mit Tommy Williams, Roy McCurdy |
| Inside Betty Carter                                             | Betty Carter                                          | United Artists Records | 1964  | mit Bob Cranshaw, Roy McCurdy |
| The Night of the Cookers – Live at Club La Marchal, Volume 1    | Freddie Hubbard                                       | Blue Note              | 1965  | mit Lee Morgan, James Spaulding, Larry Ridley, Big Black, Pete LaRoca                                                                                  |
| Consequence                                                     | Jackie McLean                                         | Blue Note              | 1965  | ed. 1979, mit Lee Morgan, Herbie Lewis, Billy Higgins                                                                                                  |
| Blue Spirits                                                    | Freddie Hubbard                                       | Blue Note              | 1965  | mit Hank Mobley, Joe Henderson, James Spaulding, Bob Cranshaw, Larry Ridley, Big Black, Clifford Jarvis, Pete LaRoca                                   |
| Proof Positive                                                  | J. J. Johnson                                         | Impulse! Records       | 1965  | mit Arthur Harper, Jr., Richard Davis, Elvin Jones, Frank Gant, Toots Thielemans, McCoy Tyner                                                          |
| Bring It Home To Me                                             | Blue Mitchell                                         | Blue Note              | 1966  | mit Junior Cook, Gene Taylor, Billy Higgins |
| Dippin’                                                         | Hank Mobley                                           | Blue Note              | 1966  | mit Lee Morgan, Larry Ridley, Billy Higgins |
| Tribute to Charlie Parker from the Newport Jazz Festival        | Newport Parker Tribute All Stars                      | RCA-Victor             | 1967  | H. Mabern ist auf drei Titel zu hören mit J. J. Johnson, Howard McGhee, Jackie McLean, Arthur Harper, Jr und Max Roach                                 |
| Electric Soul                                                   | Buddy Terry                                           | Prestige               | 1967  | mit Jimmy Owens, Ron Carter, Freddie Waits |
| The Gigolo                                                      | Lee Morgan                                            | Blue Note              | 1968  | mit Wayne Shorter, Bob Cranshaw, Billy Higgins |
| My Fire – More Of The Psychedelic Soul Jazz Guitar of Joe Jones | Boogaloo Joe Jones                                    | Prestige               | 1969  | |
| Black Rhythm Revolution/Peace & Rhythm                          | Idris Muhammad                                        | BGP Records            | 1970  | kollektives Personal; Mabern ist auf fünf Titeln zu hören.                                                                                             |
| The Black Cat!                                                  | Gene Ammons                                           | Prestige               | 1971  | mit Ron Carter, Idris Muhammad |
| The Paris Session                                               | Wes Montgomery                                        | BYG Records            | 1972  | |
| Lee Morgan                                                      | Lee Morgan                                            | Blue Note              | 1972  | mit Bobbi Humphrey, Billy Harper, Grachan Moncur III, Reggie Workman, Freddie Waits, Jymie Merritt                                                     |
| The Last Session                                                | Lee Morgan                                            | Blue Note              | 1972  | mit Bobbi Humphrey, Billy Harper, Grachan Moncur III, Jymie Merritt, Reggie Workman, Freddie Waits                                                     |
| The Cry Of My People                                            | Archie Shepp                                          | Impulse!               | 1972  | kollektives Personal |
| Profoundly Blue                                                 | Tiny Grimes                                           | Muse Records           | 1973  | u. a. mit Houston Person |
| Body Talk                                                       | George Benson                                         | CTI Records            | 1973  | mit Gary King, Ron Carter, Jack DeJohnette, Earl Klugh, Mobutu, Frank Foster, Dick Griffin, Gerard Chamberlain, John Gatchell, Jon Faddis, Waymon Reed |
| The Loud Minority                                               | Frank Foster                                          | Mainstream Records     | 1974  | |
| Man and Woman                                                   | George Freeman                                        | Groove Merchant        | 1974  | mit Bobby Cranshaw, Bernard Trapps, Buddy Williams, Kenny Barron                                                                                       |
| The Sugar Man                                                   | Stanley Turrentine                                    | CTI Records            | 1975  | Mabern ist zu hören in „Pieces of Dreams“, mit Ron Carter, Rubens Bassini, Idris Muhammad, Eric Gale.                                                  |
| The Main Man                                                    | Eddie Jefferson                                       | Inner City Records     | 1977  | mit Junior Cook, Slide Hampton, Charles Sullivan, Richie Cole, Hamiet Bluiett, George Duvivier, Azzendin Weston, Harold White, Billy Hart              |
| Remember Me                                                     | Frank Strozier Sextet                                 | SteepleChase           | 1977  | mit Danny Moore, Howard Johnson, Lisle Atkinson, Michael Carvin                                                                                        |
| Alone Together – Jonathan Schwartz Sings Arthur Schwartz        | Jonathan Schwartz                                     | Muse Records           | 1977  | |
| Just Friends                                                    | Louis Smith Quintet                                   | SteepleChase           | 1978  | mit George Coleman, Jamil Nasser, Ray Mosca |
| What’s Goin’ On                                                 | Frank Strozier Quintet                                | SteepleChase           | 1978  | mit Danny Moore, Stafford James, Per Gunnert |
| Stafford James Ensemble                                         | Stafford James Ensemble                               | Red Records            | 1979  | mit Frank Strozier, Louis Hayes |
| Variety Is rhe Spice                                            | The Louis Hayes Group                                 | Gryphon Productions    | 1979  | mit Frank Strozier, Cecil McBee, Titos Sompa, Portinho                                                                                                 |
| Big George                                                      | The George Coleman Octet                              | Affinity               | 1980  | mit Junior Cook, Danny Moore, Frank Stozier, Mario Rivera, Lisle Atkinson, Idris Muhammed                                                              |
| Manhattan Panorama                                              | George Coleman                                        | Theresa                | 1985  | mit Jamil Nasser, Idris Muhammad |
| At Yoshi’s                                                      | George Coleman                                        | Theresa                | 1987  | mit Ray Drummond, Alvin Queen |
| All in the Game                                                 | George Freeman                                        | Lester Recording       | 1991  | Harold Mabern ist zu hören auf vier Titeln mit Bob Cranshaw und Buddy Williams.                                                                        |
| Coming Out Swinging                                             | Lewis Keel                                            | Muse Records           | 1992  | mit Jamil Nasser, Leroy Williams, Jimmy Ponder |
| Straight Up                                                     | Eric Alexander Featuring Harold Mabern                | Delmark Records        | 1993  | mit Jim Rotondi, John Webber, George Fludas |
| Take Five                                                       | George Benson                                         | Columbia               | 1993  | Habern ist zu hören in „Plum“, mit Pee Wee Ellis (arr), Frank Foster.                                                                                  |
| Chains of Love                                                  | Joe Williams                                          | Natasha Imports        | 1993  | kollektives Personal; Mabern ist auf drei Titeln zu hören.                                                                                             |
| Cerupa                                                          | Cecil Payne                                           | Delmark Records        | 1995  | mit John Ore, Joe Farnsworth, Eric Alexander, Dr. Odies Williams III, Freddie Hubbard                                                                  |
| Cartunes                                                        | Donald Brown                                          | Muse Records           | 1995  | Mabern ist als Gastvokalist zu hören in „The Blues Is My Best Friend“.                                                                                 |
| Crossfire                                                       | Steve Davis Sextet                                    | Criss Cross Jazz       | 1997  | mit Mike DiRubbo, Eric Alexander, Nat Reeves; Joe Farnsworth                                                                                           |
| Scotch and Milk                                                 | Cecil Payne                                           | Delmark Records        | 1997  | mit John Ore, Joe Farnsworth, Eric Alexander, Lin Halliday, Marcus Belgrave                                                                            |
| Jim’s Bop                                                       | Jim Rotondi Quintet                                   | Criss Cross Jazz       | 1997  | mit Eric Alexander, John Webber, Joe Farnsworth |
| Mode for Mabes                                                  | Eric Alexander with Harold Mabern                     | Delmark Records        | 1998  | dto., mit Steve Davis |
| The Procrastinator                                              | Lee Morgan                                            | Blue Note              | 1998  | Mabern ist zu hören in Titeln mit George Coleman, Walter Booker, Mickey Roker.                                                                         |
| I Could Write a Book – The Music of Richard Rodgers             | George Coleman Quartet                                | Telarc                 | 1998  | mit Jamil Nasser, Billy Higgins |
| Heavy Hitters                                                   | Eric Alexander Quartet                                | Alfa Jazz              | 1998  | mit Peter Washington, Joe Farnsworth |
| Live at the Keynote                                             | Eric Alexander Quartet                                | Videoarts Music        | 1999  | mit Nat Reeves, Joe Farnsworth |
| The Sixth Sense                                                 | Lee Morgan                                            | Blue Note              | 1999  | Mabern ist zu hören in drei Titeln von 1968, mit Frank Mitchell, Mickey Bass und Billy Higgins.                                                        |
| Extra Innings                                                   | Eric Alexander Quartet                                | Alfa Jazz              | 2000  | dto. |
| At the Lighthouse                                               | Lee Morgan                                            | Ediciones Del Prado    | 2001  | Aufnahmen von 1970; mit Bennie Maupin, Jymie Merritt, Mickey Roker                                                                                     |
| Deja Vu                                                         | Archie Shepp Quartet                                  | Venus Records          | 2001  | mit George Mraz, Billy Drummond |
| The Secrets Inside                                              | Ned Otter                                             | Two and Four Recording | 2002  | |
| Powder Keg                                                      | Ned Otter                                             | Two and Four Recording | 2003  | mit Dennis Irwin, Billy Higgins, Tom Kirkpatrick |
| New York Accent – Live at the Kitano                            | Mike DiRubbo Quartet Featuring Harold Mabern          | Cellar Live            | 2007  | mit Dwayne Burno, Tony Reedus |
| Chim Chim Cheree                                                | Eric Alexander Quartet                                | Venus Records          | 2010  | mit John Webber, Joe Farnsworth |
| Don’t Follow The Crowd                                          | Eric Alexander                                        | HighNote Records       | 2011  | mit Nat Reeves, Joe Farnsworth |
| Super Prime Time                                                | Joe Farnsworth                                        | Eighty-Eight’s         | 2012  | Featuring Eric Alexander, Harold Mabern, Nat Reeves |
| In the Spirit of Coltrane and Cannonball                        | Vincent Herring / Eric Alexander Quintet              | Yanagisawa             | 2012  | mit Milan Nikolic, Joris Dudli |
| Live At Small’s Vol. 1 & 2                                      | Bill Mobley Jazz Orchestra                            | Space Time             | 2012  | Special Guests Donald Brown, Miles Griffith, Harold Mabern, Mulgrew Miller, Bill Pierce, James Williams                                                |
| Blues at Midnight                                               | Eric Alexander Quartet                                | Venus Records          | 2013  | mit Nat Reeves, Joe Farnsworth |
| Touching                                                        | Eric Alexander                                        | HighNote Records       | 2013  | mit John Webber, Joe Farnsworth |
| My Heroes, tribute to the Legends                               | Joe Farnsworth Quartet                                | Venus Records          | 2014  | mit Eric Alexander, Nat Reeves |
| Live at Frankie’s Jazz Club                                     | Cory Weeds Quintet                                    | Cellar Live            | ≈2014 | mit Julian MacDonough, Terell Stafford |
| Chicago Fire                                                    | Eric Alexander                                        | HighNote Records       | 2014  | mit Jeremy Pelt, John Webber, Joe Farnsworth |
| Say When                                                        | Steve Davis                                           | Smoke Sessions Records | 2015  | mit Eddie Henderson, Nat Reeves, Joe Farnsworth |
| Blue Canvas                                                     | Brandi Disterheft with Harold Mabern & Joe Farnsworth | Justin Time Records    | 2016  | |
| Second Impression                                               | Eric Alexander                                        | HighNote Records       | 2016  | |
| In Paris: The Definitive ORTF Recording                         | Wes Montgomery                                        | Resonance Records      | 2018  | mit Johnny Griffin, Arthur Harper, Jimmy Lovelace |

## Kompilationen
| Album                    | Musiklabel         | VÖ   | Anmerkungen |
| ------------------------ | ------------------ | ---- | --- |
| Memphis Piano Convention | DIW Records        | 1993 | mit Aufnahmen von Donald Brown, Harold Mabern, Mulgrew Miller, Charles Thomas, James Williams, Russell Wilson                                                                                        |
| Memphis Convention       | DIW                | 1993 | James Williams, Calvin Newborn, Bill Mobley, Bill Easley, George Coleman, Lewis Keel, Herman Green, Donald Brown, Harold Mabern, Mulgrew Miller, Charles Thomas, Jamil Nasser, Tony Reedus – DIW-874 |
| Season of Ballads        | Space Time Records | 1997 | Donald Ray Brown, Charles Thomas, Harold Mabern, Ray Drummond, Alan Dawson. Mabern ist auf vier Titeln zu hören, an denen Ray Drummond und Alan Dawson beteiligt waren.                              |